# Gonomyia hedys
Gonomyia hedys är en tvåvingeart som beskrevs av Alexander 1958. Gonomyia hedys ingår i släktet Gonomyia och familjen småharkrankar.
Artens utbredningsområde är Sri Lanka. Inga underarter finns listade i Catalogue of Life.